# Alpinia rufescens
Alpinia rufescens là một loài thực vật có hoa trong họ Gừng. Loài này được (Thwaites) K.Schum. mô tả khoa học đầu tiên năm 1904.